# Сурх-Котал
Сурх-Котал (перс. سرخ‌کوتل‎; пушту سور کوتل‎), также называемый Чашма-и Шир или Сар-и-Чашма, — древний археологический памятник, расположенный в южной части региона Бактрия, примерно в 18 км к северу от города Пули-Хумри, столицы провинции Баглан в Афганистане. Здесь расположены монументальные постройки времен Кушанского царства. Здесь были обнаружены огромные храмы, статуи кушанских правителей и надпись Сурхкоталь, раскрывающая часть хронологии ранних кушанских императоров (также называемых Великими Кушанами). Рабатакская надпись, содержащая замечательные подсказки о генеалогии Кушанской династии была также найдена в деревне Рабатак недалеко от этого места.
Место Сурхкоталь, раскопанное между 1952 и 1966 годами профессором Д. Шлюмберже из Французской Археологической Делегации в Афганистане, является основным местом раскопок Кушанской империи. Некоторые скульптуры этого места были переданы Национальному музею Афганистана (также известному как «Кабульский музей»), остальная часть памятника была полностью разграблена во время гражданской войны в Афганистане. Самыми известными артефактами этого места являются надписи Сурхкоталь, статуя царя Канишки и алтарь огня. Статуя короля была разрушена во время волны иконоборчества талибов в феврале — марте 2001 года, но была восстановлена французскими защитниками природы. Три артефакта в настоящее время выставлены в Афганском национальном музее .

## Надписи
Вот переводы надписей Дж. Харматты из Сурхкоталя. Изначально они были на бактрийском языке и написаны греческим шрифтом. Возможные интерпретации их значений см. В статье Харматты:
«Незаконченная надпись» (SK2) была переведена как:
Эра, 299 год, 9-й [день] [месяца] Диос, царь царей Ооэмо Такписо, величество Кунана, имел канал d [уг здесь].
К сожалению, фрагменты надписи периода правления Канишки содержат лишь около одной пятой (всего 124 буквы) оригинальной надписи. Они были переведены как:
владыка, Царь Королей, могущественный Канешко...

[в] первую [эру] ты [офицер царя] приходил [ам] сюда.

Затем [эта крепость и святилище] были построены им за четыре года.

[И] когда был завершен st [rongho] ld, он построил этот фасад [и] лестницу, ведущую к нему. Более того, канал был полностью забит камнями, так что вода была [предоставлена] им в канале для обители богов. Таким образом, он] [заботился о святилище].

[Более того, эта цитадель и канал были построены таким-то иным по приказу короля]. Затем Такой-то начертал этот фасад и ведущую к нему лестницу.
Текст SK 4 (A, B, M) гласит:

Эта цитадель является святилищем Оаниндо «Канэко», которое король-лорд сделал носителем имени Канэко.
В то время, когда твердыня была построена впервые, тогда не хватало внутри воды для питья, поэтому в цитадели не было воды. А когда поток воды исчез из канала, тогда боги пожелали покинуть жилище. Затем их привели в Лрафо, [а именно] в Андезо. Впоследствии цитадель была заброшена.
Затем, когда Ноконзоко, каралранго, фаворит короля, очень преданный королю, Сыну Божьему, покровителю, благодетелю, а также милосердному, желающему славы, всепобеждающей силы от чистого сердца, пришел сюда, чтобы святилище в 31-й год эры, в месяц нисан, затем он позаботился о крепости. Затем он выкопал колодец и дал воду. После этого он укрепил [колодец] камнями, чтобы прекрасная, чистая вода не пропала в крепости. И когда для них поток воды исчезнет из канала, даже тогда боги не захотят покинуть свое жилище, поэтому твердыня не должна стать для них заброшенной.
Более того, он назначил инспектора над колодцем, он поставил там помощника, так что отдельный [инспектор] хорошо заботился о колодце и отдельная инспекция всей крепости.
Более того, этот колодец и фасад были изготовлены Ксиргомано, каралранго, по приказу короля. [B: Кроме того, этот колодец был сделан Борзомиоро, сыном Козганько, гражданина Хастилогана, слуги Ноконзико, каралранго, по приказу короля.]

Более того, Эйомано подписал [это] вместе с Михрамано, сыном Бозомихро [Устройство 5], совместно [Устройство 2].— -Устройство 1 вместе, Устройство 2, B- Liiago, Устройство 3, Adego, Устройство 4